# Dekanat Bretanii
Dekanat Bretanii – jeden z 13 dekanatów Arcybiskupstwa Zachodnioeuropejskich Parafii Tradycji Rosyjskiej Patriarchatu Moskiewskiego. Dziekanem jest ks. Jean-Michel Sonnier.

## Parafie
W skład dekanatu wchodzą 4 parafie:
- Parafia Objawienia Pańskiego w Breście
- Parafia św. Sergiusza z Radoneża i św. Wigora z Bayeux w Colombelles
- Parafia św. Anny w Lannion
- Parafia św. Brioka w Saint-Brieuc – Dinan (z siedzibą w Léhon)[2]
  - kaplica Świętego Ducha w Saint-Brieuc
  - kaplica Zaśnięcia Bogurodzicy w Dinan